# Nova Hrvatska (dnevni list, Zagreb, 1941.)
Nova Hrvatska je bila hrvatski dnevni list iz Zagreba. Uređivao ih je naprije Vilim Peroš, a potom (1942.-1944.) Ante Oršanić.
Izašla je prvi put 12. studenoga 1941. (nakon što je prestao izlaziti Novi list, a prestala je izlaziti 6. svibnja 1945.
Iako su izašle pod drugim imenom, prvi broj je zapravo nosio broj 196, nastavljajući brojanje pod kojim je završilo izlaženje zagrebačkog Novog lista.

## Vanjske poveznice
- Cerovac komentira